# Rif (isola)
Rif è una piccola isola dei Paesi Bassi situata nel Mare dei Wadden costituita da un banco di sabbia.
L'isola fa parte delle Isole Frisone Occidentali ed è situata tra le isole di Ameland e Schiermonnikoog. Fa parte della municipalità di Noardeast-Fryslân nella provincia della Frisia. Il banco di sabbia, data la natura dinamica della zona ha un'altezza variabile tra 1,5 e 2,3 metri.
A causa della bassa elevazione sul mare, l'isola pur ospitando foche ed uccelli marini è inadatta per la riproduzione di questi ultimi.